# Otto Nispel
Otto Nispel war ein deutscher Boxer, Boxtrainer und Kampfrichter.
Nachdem Otto Nispel im Jahr 1923 noch im Finale gegen Willi Luis verloren hatte, wurde er in den Jahren 1924, 1925 und 1926 Deutscher Meister im Halbschwergewicht (bis 81 kg). Dabei schlug er 1924 im Finale den noch 19-jährigen Max Schmeling. Nachdem die Punktrichter nach drei Runden kein Siegerurteil fällen konnten, wurden zwei Extrarunden gekämpft, nach denen Nispel zum Sieger erklärt wurde. Schmeling wechselte nach diesem Kampf in den Profibereich. 1927 wurde Nispel deutscher Vizemeister im Schwergewicht (über 80 kg).
Nispel wurde nach seiner Amateurkarriere Kampfrichter und Trainer. Unter anderen war er Saarländischer Landestrainer. Später wurde er Ringrichter im Profibereich. Zweifelhafte Berühmtheit erlangte Nispel mit dem von ihm geleiteten Kampf zwischen Gerhard Hecht und Sugar Ray Robinson auf der Berliner Waldbühne. Nachdem Hecht in der ersten Runde durch den Gong vor der K.-o.-Niederlage gerettet wurde, ging er in der zweiten Runde wiederum zu Boden. Nispel wertete Robinsons Treffer auf den Körper jedoch als verbotenen Nierenschlag und disqualifizierte ihn. Das empörte Publikum schmiss Glasflaschen auf den Ring und Robinson und seine in der ersten Reihe sitzende Frau mussten sich unter dem Ring verstecken, bis sie von einer Polizeieskorte aus der Halle gebracht wurden. Das Urteil Nispels wurde später von einer dreiköpfigen Kommission in "no decision" umgewandelt und Nispel für drei Monate gesperrt. Robinson gab später an, Nispel hätte als Grund für sein Urteil angegeben, er hätte "den Ring lebend verlassen" wollen.

## Quelle
- amateur-boxing.strefa.pl

## Links
- Bildnis des Boxers Otto Nispel des Malers Emil Stumpp (1926)
- Sammelbild Otto Nispels vom Zigarettenfabrik Greiling

| Personendaten    | Personendaten                                |
| ---------------- | -------------------------------------------- |
| NAME             | Nispel, Otto                                 |
| KURZBESCHREIBUNG | deutscher Boxer, Boxtrainer und Kampfrichter |
| GEBURTSDATUM     | 19. Jahrhundert oder 20. Jahrhundert         |
| STERBEDATUM      | 20. Jahrhundert oder 21. Jahrhundert         |